# Pałac Heyderów w Grodzisku Wielkopolskim
Pałac Heyderów – wzniesiony w poł. XIX w. w Grodzisku Wielkopolskim dla ówczesnych właścicieli dóbr grodziskich - Heyderów, na miejscu dawnej rezydencji Opalińskich, zwanej trochę na wyrost "zamkiem", gdyż Grodzisk Wielkopolski nie był główną siedzibą tego rodu. Położony w parku, frontem zwrócony na południe. Murowany, otynkowany z boniowaniem. Wysoko podpiwniczony, parterowy z niskim piętrem w poddaszu. Dwutraktowy, czternastoosiowy, z dwuosiowymi ryzalitami bocznymi, wysuniętymi przed fasadę południową. Pośrodku fasady schody i drewniany ganek z balustradą. Dachy niskie kryte papą.
W czasie Powstania Wielkopolskiego w pałacu mieścił się sztab frontu zachodniego. Po II wojnie światowej była tutaj siedziba grodziskich harcerzy, a później przedszkole. Od czerwca 1992 ma tutaj swoją siedzibę Muzeum Ziemi Grodziskiej. W latach 2009/2010 obiekt przeszedł remont, wymieniono m.in. okna i dach, a także odnowiono elewację.